# ريكاردو بينزي
ريكاردو بينزي هو لاعب كرة قدم إيطالي، ولد في 17 أغسطس 2003.